# Deutsche Leichtathletik-Meisterschaften 1994/Resultate
Der Hauptteil der Wettbewerbe bei den 94. Deutschen Leichtathletik-Meisterschaften wurde vom 1. bis zum 3. Juli 1994 im Steigerwaldstadion in Erfurt ausgetragen.
In der hier vorliegenden Auflistung werden die in den verschiedenen Wettbewerben jeweils ersten acht platzierten Leichtathletinnen und Leichtathleten aufgeführt. Eine Übersicht mit den Medaillengewinnerinnen und -gewinnern sowie einigen Anmerkungen zu den Meisterschaften findet sich unter dem Link Deutsche Leichtathletik-Meisterschaften 1994.
Wie immer gab es zahlreiche Disziplinen, die zu anderen Terminen an anderen Orten stattfanden – in den folgenden Übersichten jeweils konkret benannt.

## Meisterschaftsresultate Männer

### 100 m
| Platz | Athlet, Verein                               | Zeit (s) |
| ----- | -------------------------------------------- | -------- |
| 1     | Marc Blume (TV Wattenscheid 01)              | 10,28    |
| 2     | Michael Huke (TV Wattenscheid 01)            | 10,43    |
| 3     | Jörg Rößler (LAC Quelle Fürth/München)       | 10,53    |
| 4     | Stefan Peters (LAV Bayer Uerdingen/Dormagen) | 10,57    |
| 5     | Mike Helios (OSC Berlin)                     | 10,61    |
| 6     | Hansjörg Metzger (LG Süd Berlin)             | 10,75    |
| 7     | Florian Gamper (LAZ Bruchköbel)              | 10,77    |
| DSQ   | Steffen Görmer (TV Wattenscheid 01)          |          |

Datum: 1. Juli
Wind:  −1,4 m/s

### 200 m
| Platz | Athlet, Verein                           | Zeit (s) |
| ----- | ---------------------------------------- | -------- |
| 1     | Michael Huke (TV Wattenscheid 01)        | 20,60    |
| 2     | Alexander Lack (SC Neubrandenburg)       | 20,70    |
| 3     | Björn Sinnhuber (MTG Mannheim)           | 20,78    |
| 4     | Christian Konieczny (OSC Thier Dortmund) | 20,81    |
| 5     | Andreas Ruth (LSG Neunkirchen)           | 20,99    |
| 6     | Michael Kutscher (LG Olympia Dortmund)   | 21,02    |
| 7     | Florian Gamper (LAZ Bruchköbel)          | 21,05    |
| 8     | Jörg Rößler (LAC Quelle Fürth/München)   | 21,11    |

Datum: 3. Juli
Wind: +0,4 m/s

### 400 m
| Platz | Athlet, Verein                       | Zeit (s) |
| ----- | ------------------------------------ | -------- |
| 1     | Kai Karsten (LG Braunschweig)        | 46,10    |
| 2     | Lutz Becker (USC Mainz)              | 46,24    |
| 3     | Daniel Bittner (LG Bayer Leverkusen) | 46,29    |
| 4     | Rico Lieder (LAC Chemnitz)           | 46,31    |
| 5     | Jens Carlowitz (LAC Chemnitz)        | 46,64    |
| 6     | Bodo Unger (LG Olympia Dortmund)     | 46,77    |
| 7     | Thomas Kälicke (ASV Köln)            | 46,78    |
| 8     | Alexander Müller (SV Preußen Berlin) | 46,79    |

Datum: 2. Juli

### 800 m
| Platz | Athlet, Verein                        | Zeit (min) |
| ----- | ------------------------------------- | ---------- |
| 1     | Nico Motchebon (LAC Halensee Berlin)  | 1:46,64    |
| 2     | Joachim Dehmel (SpVgg. Feuerbach)     | 1:46,77    |
| 3     | Imram Sillah (LG Düsseldorf)          | 1:47,45    |
| 4     | Alexander Adam (LG Bayer Leverkusen)  | 1:47,67    |
| 5     | Carsten Otte (TV Wattenscheid 01)     | 1:48,16    |
| 6     | Jussi Udelhoven (LG Bayer Leverkusen) | 1:48,63    |
| 7     | Frank van Thiel (LG Düsseldorf)       | 1:48,74    |
| 8     | Oliver Poeschl (ASV Köln)             | 1:50,55    |

Datum: 2. Juli

### 1500 m
| Platz | Athlet, Verein                        | Zeit (min) |
| ----- | ------------------------------------- | ---------- |
| 1     | Rüdiger Stenzel (TV Wattenscheid 01)  | 3:49,91    |
| 2     | Christoph Meyer (Hamburger SV)        | 3:50,51    |
| 3     | Torsten Kallweit (TV Wattenscheid 01) | 3:51,01    |
| 4     | Michael Busch (Post Grün-Weiß Kassel) | 3:51,03    |
| 5     | Jörg Haas (LG Offenburg)              | 3:51,33    |
| 6     | Dominique Löser (LG Olympia Dortmund) | 3:51,66    |
| 7     | Ansgar Lenfers (LG Olympia Dortmund)  | 3:51,72    |
| 8     | Stephan Plätzer (LG Bayer Leverkusen) | 3:52,10    |

Datum: 2. Juli

### 5000 m
| Platz | Athlet, Verein                               | Zeit (min) |
| ----- | -------------------------------------------- | ---------- |
| 1     | Dieter Baumann (LG Bayer Leverkusen)         | 13:46,67   |
| 2     | Stéphane Franke (LG Salamander Kornwestheim) | 13:47,41   |
| 3     | Mirko Döring (ASV Köln)                      | 14:08,57   |
| 4     | Stephan Freigang (LC Cottbus)                | 14:08,67   |
| 5     | Jens Karraß (SCC Berlin)                     | 14:23,72   |
| 6     | Stephan Jäger (LG Salamander Kornwestheim)   | 14:26,23   |
| 7     | Ulrich Steidl (SSC Hanau-Rodenbach)          | 14:26,45   |
| 8     | Carsten Arndt (SSC Hanau-Rodenbach)          | 14:27,06   |

Datum: 3. Juli

### 10.000 m
| Platz | Athlet, Verein                       | Zeit (min) |
| ----- | ------------------------------------ | ---------- |
| 1     | Dieter Baumann (LG Bayer Leverkusen) | 28:20,66   |
| 2     | Carsten Arndt (SSC Hanau-Rodenbach)  | 29:30,86   |
| 3     | Markus Pingpank (LG Braunschweig)    | 29:31,14   |
| 4     | Ralf Heinbach (LAG Siegen)           | 29:37,25   |
| 5     | Marco Kolmorgen (LG Wedel-Pinneberg) | 29:41,86   |
| 6     | John Schondelmaier (SG Ludwigsburg)  | 29:56,86   |
| 7     | Carsten Ender (Dresdner SC)          | 30:08,46   |
| 8     | Frank Kase (SCC Berlin)              | 30:15,26   |

Datum: 14. Mai
fand in Kappelrodeck statt

### Halbmarathon
| Platz | Athlet, Verein                                | Zeit (h) |
| ----- | --------------------------------------------- | -------- |
| 1     | Klaus-Peter Nabein (LAC Quelle Fürth/München) | 1:04:11  |
| 2     | Konrad Dobler (SVO Germaringen)               | 1:04:19  |
| 3     | Dirk Nürnberger (LAC Quelle Fürth/München)    | 1:04:55  |
| 4     | Heiko Schinkitz (SG Adelsberg)                | 1:04:58  |
| 5     | Hans Hopfner (SV Kay)                         | 1:04:58  |
| 6     | Hartmut Merl (TV Wattenscheid 01)             | 1:04:59  |
| 7     | Jens Wilky (LG Olympia Dortmund)              | 1:05:08  |
| 8     | Guido Dold (LC Breisgau)                      | 1:05:17  |

Datum: 10. April
fand in Melle statt

### Halbmarathon, Mannschaftswertung
| Platz | Verein, Besetzung                                                               | Zeit (h) |
| ----- | ------------------------------------------------------------------------------- | -------- |
| 1     | LAC Quelle Fürth/München (Klaus-Peter Nabein, Dirk Nürnberger, Engelbert Franz) | 3:14:55  |
| 2     | LG Braunschweig (Rainer Huth, Christian Husmann, Markus Pingpank)               | 3:18:09  |
| 3     | SVO Germaringen (Konrad Dobler, Philipp Kehl, Martin Sambale)                   | 3:20:30  |
| 4     | TSG Bergedorf (Detlef Schwarz, Steffen Benecke, Andreas Hünerberg)              | 3:20:47  |
| 5     | SV Saar 05 Saarbrücken (Alfred Knickenberg, Markus Hilt, Michael Loth)          | 3:21:24  |
| 6     | Post SV Gütersloh (Andreas Ewert, Burkhard Wrenger, Theo Pyl)                   | 3:22:25  |
| 7     | OSC Berlin (Ingo Sensburg, Michael Mogilka, Klaus Goldammer)                    | 3:24:18  |
| 8     | TSV Klausdorf (Ulf Ratje, Volker Ratje, Lutz Sellmer)                           | 3:24:31  |

Datum: 10. April
fand in Melle statt

### Marathon
| Platz | Athlet, Verein                                | Zeit (h) |
| ----- | --------------------------------------------- | -------- |
| 1     | Stephan Freigang (LC Cottbus)                 | 2:16:35  |
| 2     | Klaus-Peter Nabein (LAC Quelle Fürth/München) | 2:18:48  |
| 3     | Uwe Honsdorf (Rot-Weiß Koblenz)               | 2:18:51  |
| 4     | Hans Hopfner (SV Kay)                         | 2:18:53  |
| 5     | Theo Pyl (Post SV Gütersloh)                  | 2:19:41  |
| 6     | Heiko Schinkitz (SG Adelsberg)                | 2:19:44  |
| 7     | Ulrich Wolf (LG Frankfurt)                    | 2:19:57  |
| 8     | Uwe Czarnofski (LC Cottbus)                   | 2:20:11  |

Datum: 23. Oktober
fand im Rahmen des Frankfurt-Marathons statt

### Marathon, Mannschaftswertung
| Platz | Verein, Besetzung                                                         | Zeit (h) |
| ----- | ------------------------------------------------------------------------- | -------- |
| 1     | LC Cottbus (Stephan Freigang, Uwe Czarnofski, Dirk Schinkoreit)           | 6:58:23  |
| 2     | LAC Quelle Fürth/München (Klaus-Peter Nabein, Dirk Nürnberger, Eike Loch) | 7:03:08  |
| 3     | TV Geiselhöring 1862 (Michael Braun, Werner Hetzerecker, Peter Kiefl)     | 7:19:21  |
| 4     | LG Braunschweig (Kai-Uwe Huth, Christian Husmann, Johannes Grittner)      | 7:20:31  |
| 5     | Post SV Gütersloh (Theo Pyl, Burkhard Wrenger, Rainer Logermann)          | 7:21:19  |
| 6     | SG Adelsberg (Heiko Schinkitz, Axel Petzsch, Derek Heinen)                | 7:25:45  |
| 7     | LTF Marpingen (Dieter Burkhardt, Wolfgang Koch, Franz-Josef Braun)        | 7:27:42  |
| 8     | LG Frankfurt (Ulrich Wolf, Jan-Henning Schoch, Oliver Majchrzak)          | 7:28:46  |

Datum: 23. Oktober
fand im Rahmen des Frankfurt-Marathons statt

### 100-km-Straßenlauf
| Platz | Athlet, Verein                           | Zeit (h) |
| ----- | ---------------------------------------- | -------- |
| 1     | Kazimierz Bak (MTP Hersbruck)            | 6:42:48  |
| 2     | Michael Sommer (Eichenkreuz Schwaikheim) | 6:48:30  |
| 3     | Lutz Aderhold (Spiridon Frankfurt)       | 6:50:50  |
| 4     | Guido Joerg (LTF Marpingen)              | 6:59:04  |
| 5     | Michael Reuel (DJK Frankenberg Aachen)   | 6:59:46  |
| 6     | Heinz Hüglin (LV Ettenheim)              | 6:59:58  |
| 7     | Volker Becker-Wirbel (LTF Marpingen)     | 7:01:41  |
| 8     | Josef Schneider (LG Chiemgau-Süd)        | 7:02:56  |

Datum: 24. September
fand in Neuwittenbek bei Kiel statt

### 100-km-Straßenlauf, Mannschaftswertung
| Platz | Verein, Besetzung                                                             | Zeit (h) |
| ----- | ----------------------------------------------------------------------------- | -------- |
| 1     | LTF Marpingen I (Guido Joerg, Volker Becker-Wirbel, Robert Feller)            | 21:38:33 |
| 2     | SV Germania Helmstedt (Volker Krajenski, Helmut Dreyer, Hans-Günter Wolff)    | 22:28:25 |
| 3     | LTF Marpingen II (Jörg Hooß, Franz Feller, Stefan Feller)                     | 23:47:43 |
| 4     | DJK Frankenberg Aachen (Michael Reuel, Diethard Gansow, Burkhard Ernst Weber) | 23:56:05 |
| 5     | LG Braunschweig (Thomas Schlei, Manfred Weiß, Klaus-Dieter Muttke)            | 24:18:59 |
| 6     | SSC Hanau-Rodenbach (Stefan Hinze, Hans-Werner Schween, Harry Arndt)          | 24:44:10 |
| 7     | VSV Grenzland (Hubert Heinrichs, Josef Frings, Udo Janssen)                   | 24:53:32 |
| 8     | SCC Berlin (Hans-Jürgen Seydler, Lothar Preißler, Norbert Koths)              | 25:18:09 |

Datum: 24. September
fand in Neuwittenbek bei Kiel statt

### 110 m Hürden
| Platz | Athlet, Verein                         | Zeit (s) |
| ----- | -------------------------------------- | -------- |
| 1     | Florian Schwarthoff (TV Heppenheim)    | 13,34    |
| 2     | Mike Fenner (SCC Berlin)               | 13,49    |
| 3     | Claude Edorh (ASV Köln)                | 13,50    |
| 4     | Eric Kaiser (LAC Quelle Fürth/München) | 13,59    |
| 5     | Frank Busemann (LG Olympia Dortmund)   | 13,77    |
| 6     | Falk Balzer (Chemnitzer SC)            | 13,86    |
| 7     | Stefan Mattern (TK Hannover)           | 14,17    |
| 8     | Holger Creutz (LAC Halensee Berlin)    | 14,20    |

Datum: 2. Juli
Wind:  −0,9 m/s

### 400 m Hürden
| Platz | Athlet, Verein                          | Zeit (s) |
| ----- | --------------------------------------- | -------- |
| 1     | Edgar Itt (TV Gelnhausen)               | 48,48    |
| 2     | Michael Kaul (USC Mainz)                | 49,55    |
| 3     | Helge Bormann (TSG Bergedorf)           | 49,63    |
| 4     | Carsten Köhrbrück (LAC Halensee Berlin) | 50,10    |
| 5     | Olaf Hense (LG Olympia Dortmund)        | 51,02    |
| 6     | Hendrick Willems (TV Wattenscheid 01)   | 51,02    |
| 7     | Steffen Kolb (TG Schwenningen)          | 51,09    |
| 8     | Stephan Striezel (MTV Hanstedt)         | 51,22    |

Datum: 3. Juli

### 3000 m Hindernis
| Platz | Athlet, Verein                               | Zeit (min) |
| ----- | -------------------------------------------- | ---------- |
| 1     | Martin Strege (TSV Erfurt)                   | 8:30,30    |
| 2     | Kim Bauermeister (LG Filderstadt)            | 8:32,83    |
| 3     | Steffen Brand (LG Bayer Leverkusen)          | 8:35,29    |
| 4     | Torsten Herwig (Berliner SC)                 | 8:40,28    |
| 5     | André Green (LG Wedel-Pinneberg)             | 8:44,88    |
| 6     | Christian Stang (TV Schriesheim)             | 8:46,37    |
| 7     | Damian Kallabis (LG Salamander Kornwestheim) | 8:47,92    |
| 8     | Andreas Fischer (Hamburger SV)               | 8:49,09    |

Datum: 2. Juli

### 4 × 100 m Staffel
| Platz | Verein, Besetzung                                                                             | Zeit (s) |
| ----- | --------------------------------------------------------------------------------------------- | -------- |
| 1     | TV Heppenheim (Christian Thomas, Florian Schwarthoff, Alexander Bub, Thorsten Dauth)          | 39,89    |
| 2     | LAC Quelle Fürth/München (Jörg Treffer, Jörg Rößler, Jürgen Urban, Peter Neumaier)            | 40,14    |
| 3     | VfL Sindelfingen (Holger Vogelsang, Robert Schulz, Michael Schwab, Oliver Schmidt)            | 40,20    |
| 4     | LT Hannover (Jeschonnek, Jörg Deerberg, Franke, Alexander Vey)                                | 40,28    |
| 5     | LG Salamander Kornwestheim (Thomas Nitsch, Patrick Schneider, Peter Klein, Claus Kleinknecht) | 40,45    |
| 6     | LAV Bayer Uerdingen/Dormagen (Arnold Zawitzki, Fröhlig, Wolfgang Montag, Stefan Peters)       | 40,57    |
| DNF   | OSC Berlin (Frank Andreas, Jan Lenzke, Mike Helios, Matthias Schlicht)                        |          |
| DNF   | MTG Mannheim (Ingo Birke, Steffen Bringmann, Björn Sinnhuber, Oliver Baumann)                 |          |

Datum: 2. Juli

### 4 × 400 m Staffel
| Platz | Verein, Besetzung                                                                           | Zeit (min) |
| ----- | ------------------------------------------------------------------------------------------- | ---------- |
| 1     | LG Bayer Leverkusen (Andreas Heuel, Julian Völkel, Markus Rau, Daniel Bittner)              | 3:06,45    |
| 2     | LAC Chemnitz (Jens Carlowitz, Uwe Jahn, Freund, Rico Lieder)                                | 3:07,71    |
| 3     | ASV Köln (Sascha von Weschpfennig, Mario Schmitz, Klaus Christian Weigeldt, Thomas Kälicke) | 3:07,71    |
| 4     | LG Olympia Dortmund (Michael Kutscher, Ralf Pfersich, Stefan Audehm, Bodo Unger)            | 3:07,82    |
| 5     | LG VfB/Kickers Stuttgart (Tom Walter, Jürgen Mehl, Horst Krückel, Rolf Setzer)              | 3:13,42    |
| 6     | VfL Sindelfingen (Thomas Heel, Michael Schwab, Pino Craca, Peter Mayer)                     | 3:13,57    |
| 7     | USC Heidelberg (Hans Frickel, Alexander Waigel, Christian Hesse, Gregor Omonsky)            | 3:13,79    |
| DNF   | USC Mainz (Stefan Letzelter, Michael Kaul, Helge John, Lutz Becker)                         |            |

Datum: 3. Juli

### 4 × 800 m Staffel
| Platz | Verein, Besetzung                                                                              | Zeit (min) |
| ----- | ---------------------------------------------------------------------------------------------- | ---------- |
| 1     | LG Bayer Leverkusen I (Burkhard Wagner, Oliver Klaudt, Stephan Plätzer, Alexander Adam)        | 7:20,20    |
| 2     | MTV Ingolstadt (Hans Stamm, Alfred Hummel, Dieter Gabriel, Peter Braun)                        | 7:21,88    |
| 3     | USC Mainz (Rulhof, Berthes, Hebecker, Probst)                                                  | 7:27,40    |
| 4     | ASV Köln (Kopp, Manfred Wollersheim, Sascha Faßbender, Christian Ermert)                       | 7:28,56    |
| 5     | LG Düsseldorf (Große-Rhode, Brügelmann, Frank van Thiel, Imram Sillah)                         | 7:31,74    |
| 6     | LG Bayer Leverkusen II (Korden, Klug, Ralf Dahmen, Zeiß)                                       | 7:34,08    |
| 7     | TuS Köln rrh. 1874 (Thomas Heck, Rana Bhattacharjee, Lars Jucken, Jörg Riebschläger)           | 7:34,82    |
| 8     | DJK Weiden (Dr. Alfred Wassermann, Dr. Thomas Spiegelsberger, Burkhard Volbracht, German Hehn) | 7:35,44    |

Datum: 31. Juli
fand in Ulm im Rahmen der Deutschen Jugendmeisterschaften statt

### 4 × 1500 m Staffel
| Platz | Verein, Besetzung                                                                        | Zeit (min) |
| ----- | ---------------------------------------------------------------------------------------- | ---------- |
| 1     | Hamburger SV (Andreas Fischer, Marco Rohrer, Jörn Klaus Wagner, Christoph Meyer)         | 15:17,06   |
| 2     | TV Wattenscheid 01 (Daniel Elferich, Carsten Otte, Mark Ostendarp, Thorsten Kallweit)    | 15:17,70   |
| 3     | SpVgg. Feuerbach (Alexander Dehmel, Heiko Striegel, Holger Mürle, Joachim Dehmel)        | 15:36,98   |
| 4     | SV Saar 05 Saarbrücken (Wilfried Scholz, Marcus Brede, Markus Neukirch, Bernhard Glasow) | 15:47,10   |
| 5     | Eintracht Frankfurt (Ralf Schröder, Ulrich Keil, Martin Wittstock, Patrick Schellhammer) | 15:50,32   |
| 6     | LAC Quelle Fürth/München (Jens Bodemer, Engelbert Franz, Eike Loch, Roland Felber)       | 15:55,32   |
| 7     | LG Ratio Münster (Melzer, Roß, Frank Winkelmann, T. Schlecking)                          | 15:56,84   |
| 8     | LG Olympia Dortmund (Lars Dümpelmann, Jens Wilky, Karsten Hilleringmann, Ansgar Lenfers) | 16:00,06   |

Datum: 31. Juli
fand in Ulm im Rahmen der Deutschen Jugendmeisterschaften statt

### 20-km-Gehen
| Platz | Athlet, Verein                          | Zeit (h) |
| ----- | --------------------------------------- | -------- |
| 1     | Axel Noack (Berliner TSC)               | 1:22:25  |
| 2     | Robert Ihly (LG Offenburg)              | 1:24:50  |
| 3     | Ronald Weigel (LAC Halensee Berlin)     | 1:26:47  |
| 4     | Markus Pauly (SC DHfK Leipzig)          | 1:27:51  |
| 5     | Thomas Wallstab (TSV Erfurt)            | 1:28:04  |
| 6     | Michael Lohse (SC DHfK Leipzig)         | 1:28:54  |
| 7     | Bernd Gummelt (LG Potsdam)              | 1:29:31  |
| 8     | Peter Zanner (LAC Quelle Fürth/München) | 1:29:52  |

Datum: 1. Juli

### 20-km-Gehen, Mannschaftswertung
| Platz | Verein, Besetzung                                                  | Zeit (h) |
| ----- | ------------------------------------------------------------------ | -------- |
| 1     | SC DHfK Leipzig (Markus Pauly, Michael Lohse, Lars Rolf)           | 4:31:46  |
| 2     | TSV Erfurt (Thomas Wallstab, Thomas Prophet, Johannes Schmidt)     | 4:35:58  |
| 3     | LAC Quelle Fürth/München (Peter Zanner, Ralf Rose, Alfons Schwarz) | 4:38:10  |
| 4     | LGV Gleina (Mike Trautmann, Denis Trautmann, Eckhard Lindner)      | 4:49:01  |
| 5     | Fortuna Marzahn (Volker Umlauft, Rene Bonneß, U. Schäffer)         | 5:01:52  |
| 6     | TSV Dresden (Andre Gahr, Sten Reichel, Jean Hoffmann)              | 5:07:55  |

Datum: 1. Juli
nur 6 Mannschaften in der Wertung

### 50-km-Gehen
| Platz | Athlet, Verein                            | Zeit (h) |
| ----- | ----------------------------------------- | -------- |
| 1     | Ronald Weigel (LAC Halensee Berlin)       | 3:52:56  |
| 2     | Robert Ihly (LG Offenburg)                | 3:58:10  |
| 3     | Thomas Wallstab (TSV Erfurt)              | 3:58:40  |
| 4     | Peter Zanner (LAC Quelle Fürth/München)   | 4:06:14  |
| 5     | Thomas Prophet (TSV Erfurt)               | 4:06:42  |
| 6     | Alfons Schwarz (LAC Quelle Fürth/München) | 4:08:26  |
| 7     | Steffen Borsch (Kali Wolmirstedt)         | 4:11:16  |
| 8     | Andreas Hackbusch (SV Halle)              | 4:17:25  |

Datum: 1. Mai
fand in Offenburg statt

### 50-km-Gehen, Mannschaftswertung
| Platz | Verein, Besetzung                                                         | Zeit (h) |
| ----- | ------------------------------------------------------------------------- | -------- |
| 1     | LAC Quelle Fürth/München (Peter Zanner, Alfons Schwarz, Hardy Koschollek) | 12:52:38 |
| 2     | Berliner SV 1892 I (Manuel Kollorz, Karl Degener, Andreas Klose)          | 13:54:08 |
| 3     | Berliner SV 1892 II (Reiner Mundkowski, Kiepers, Trudjumow)               | 15:02:47 |

Datum: 1. Mai
fand in Offenburg statt
nur 3 Mannschaften in der Wertung

### Hochsprung
| Platz | Athlet, Verein                           | Höhe (m) |
| ----- | ---------------------------------------- | -------- |
| 1     | Wolf-Hendrik Beyer (LG Bayer Leverkusen) | 2,30     |
| 2     | Wolfgang Kreißig (MTG Mannheim)          | 2,28     |
| 3     | Ralf Sonn (TSG Weinheim)                 | 2,28     |
| 4     | Kristofer Lamos (LG Frankfurt)           | 2,22     |
| 5     | Thorsten Marschner (LG Frankfurt)        | 2,19     |
| 6     | Anton Riepl (SF Essing)                  | 2,13     |
| 7     | Christian Rhoden (LG Bayer Leverkusen)   | 2,10     |
| 7     | Rainer Wegmann (LG Olympia Dortmund)     | 2,10     |

Datum: 3. Juli

### Stabhochsprung
| Platz | Athlet, Verein                            | Höhe (m) |
| ----- | ----------------------------------------- | -------- |
| 1     | Tim Lobinger (LG Bayer Leverkusen)        | 5,55     |
| 2     | Werner Holl (LG Stuttgart)                | 5,50     |
| 3     | Mark Lugenbühl (ASV Landau)               | 5,40     |
| 4     | Marc Osenberg (LG Bayer Leverkusen)       | 5,40     |
| 5     | Florian Wacker (SG Ulm)                   | 5,30     |
| 6     | Michael Stolle (LG Bayer Leverkusen)      | 5,30     |
| 7     | Michael Kühnke (LC Cottbus)               | 5,20     |
| 8     | Helmar Schmidt (LAC Quelle Fürth/München) | 5,20     |

Datum: 2. Juli

### Weitsprung
| Platz | Athlet, Verein                            | Weite (m) |
| ----- | ----------------------------------------- | --------- |
| 1     | Dietmar Haaf (LG Salamander Kornwestheim) | 8,24      |
| 2     | Georg Ackermann (TV Heppenheim)           | 8,12      |
| 3     | André Müller (SC Empor Rostock)           | 8,02      |
| 4     | Christian Thomas (TV Heppenheim)          | 8,01      |
| 5     | Konstantin Krause (LG Bayer Leverkusen)   | 7,89      |
| 6     | Volker Mai (SC Neubrandenburg)            | 7,73      |
| 7     | Holger Ullrich (LG Offenburg)             | 7,59      |
| 8     | Alexander Bub (TV Heppenheim)             | 7,64      |

Datum: 3. Juli

### Dreisprung
| Platz | Athlet, Verein                               | Weite (m) |
| ----- | -------------------------------------------- | --------- |
| 1     | Volker Mai (SC Neubrandenburg)               | 16,58     |
| 2     | André Ernst (SV Halle)                       | 16,46     |
| 3     | Wolfgang Knabe (TV Wattenscheid 01)          | 16,44     |
| 4     | Volker Ehmann (LAV Bayer Uerdingen/Dormagen) | 16,40     |
| 5     | Jörg Frieß (LAC Halensee Berlin)             | 16,35     |
| 6     | Hrvoje Verzi (TV Wattenscheid 01)            | 16,20     |
| 7     | Charles Friedek (LG Bayer Leverkusen)        | 16,07     |
| 8     | Karsten Richter (SC Empor Rostock)           | 15,84     |

Datum: 2. Juli

### Kugelstoßen
| Platz | Athlet, Verein                          | Weite (m) |
| ----- | --------------------------------------- | --------- |
| 1     | Oliver-Sven Buder (TV Wattenscheid 01)  | 20,44     |
| 2     | Thorsten Herbrand (LG Bayer Leverkusen) | 19,19     |
| 3     | Oliver Dück (LAC Quelle Fürth/München)  | 18,77     |
| 4     | Michael Mertens (VfL Wolfsburg)         | 18,71     |
| 5     | Jonny Reinhardt (TV Wattenscheid 01)    | 18,56     |
| 6     | Ralf Kahles (MTG Mannheim)              | 18,25     |
| 7     | Dirk Urban (LG Wedel-Pinneberg)         | 18,21     |
| 8     | Stefan Pöhn (TV Zwiesel)                | 18,17     |

Datum: 2. Juli

### Diskuswurf
| Platz | Athlet, Verein                             | Weite (m) |
| ----- | ------------------------------------------ | --------- |
| 1     | Lars Riedel (LAC Chemnitz)                 | 65,50     |
| 2     | Jürgen Schult (Schweriner SC)              | 64,14     |
| 3     | Andreas Seelig (USC Mainz)                 | 60,70     |
| 4     | Carsten Kufahl (TV Wattenscheid 01)        | 59,76     |
| 5     | Joachim Tidow (TV Wattenscheid 01)         | 58,42     |
| 6     | Olaf Többen (LAV Bayer Uerdingen/Dormagen) | 57,98     |
| 7     | Bernd Kneißler (MTG Mannheim)              | 57,16     |
| 8     | Markus Tschiers (LAC Quelle Fürth/München) | 56,82     |

Datum: 2. Juli

### Hammerwurf
| Platz | Athlet, Verein                                | Weite (m) |
| ----- | --------------------------------------------- | --------- |
| 1     | Heinz Weis (LG Bayer Leverkusen)              | 79,68     |
| 2     | Claus Dethloff (LG Bayer Leverkusen)          | 74,36     |
| 3     | Karsten Kobs (LG Olympia Dortmund)            | 74,00     |
| 4     | Jörn Hübner (LC Cottbus)                      | 69,48     |
| 5     | Marcel Kunkel (USC Mainz)                     | 69,32     |
| 6     | Thomas Neumann (LAV Bayer Uerdingen/Dormagen) | 69,18     |
| 7     | Alexander Sporrer (LAC Quelle Fürth/München)  | 69,28     |
| 8     | Norbert Radefeld (VfL Wolfsburg)              | 68,06     |

Datum: 3. Juli

### Speerwurf
| Platz | Athlet, Verein                                | Weite (m) |
| ----- | --------------------------------------------- | --------- |
| 1     | Raymond Hecht (TV Wattenscheid 01)            | 85,88     |
| 2     | Peter Blank (USC Mainz)                       | 82,56     |
| 3     | Boris Henry (TV Ludweiler)                    | 79,50     |
| 4     | Andreas Linden (LAV Bayer Uerdingen/Dormagen) | 78,60     |
| 5     | Jens Reimann (LG Potsdam)                     | 77,66     |
| 6     | Karl-Friedel Michel (TS Göppingen)            | 75,38     |
| 7     | Matthias Hold (LG Karlsruhe)                  | 75,10     |
| 8     | Stefan König (TV Wattenscheid 01)             | 73,94     |

Datum: 3. Juli

### Zehnkampf
| Platz | Athlet, Verein                            | Leistung (Pkte) |
| ----- | ----------------------------------------- | --------------- |
| 1     | Norbert Demmel (LAC Quelle Fürth/München) | 7919            |
| 2     | Michael Kohnle (SG Ulm)                   | 7756            |
| 3     | Frank Müller (TV Norden)                  | 7734            |
| 4     | Helge Günther (LG Bayer Leverkusen)       | 7719            |
| 5     | Gerald Bayer (LG Altmühl-Jura)            | 7685            |
| 6     | Martin Otte (TSG Gießen-Wieseck)          | 7662            |
| 7     | Thomas Stewens (LG Sempt)                 | 7494            |
| 8     | Hans-Christian Gröninger (LG Sempt)       | 7482            |

Datum: 2./3. September
fand in Vaterstetten statt

### Zehnkampf, Mannschaftswertung
| Platz | Verein, Besetzung                                                          | Leistung (Pkte) |
| ----- | -------------------------------------------------------------------------- | --------------- |
| 1     | LAV Norden (Frank Müller, Gerd Zander, Robert Kleemann)                    | 21.570          |
| 2     | LG Bayer Leverkusen (Helge Günther, Lars Knut, Axel Schnütgen)             | 21.417          |
| 3     | LAC Quelle Fürth/München (Norbert Demmel, Peter Neumaier, Henrich Schmidt) | 21.085          |
| 4     | LAV Wiesbaden (Alexander Clauss, Roland Clauss, Ralph Wilhelm)             | 20.896          |

Datum: 2./3. September
fand in Vaterstetten statt
nur 4 Teams in der Wertung

### CrosslaufMittelstrecke –3,8 km
| Platz | Athlet, Verein                             | Zeit (min) |
| ----- | ------------------------------------------ | ---------- |
| 1     | Uwe König (SCC Berlin)                     | 11:59      |
| 2     | Albrecht Bauer (TSV Wendlingen)            | 12:03      |
| 3     | Olaf Beyer (SCC Berlin)                    | 12:04      |
| 4     | Thilo Krebs (LG Braunschweig)              | 12:06      |
| 5     | Stefan Gotschke (SVO Germaringen)          | 12:08      |
| 6     | Peter Kühne (LAV Bayer Uerdingen/Dormagen) | 12:09      |
| 7     | Axel Reiser (TSV Göggingen 1875)           | 12:10      |
| 8     | Uwe Pflügner (ESC Erfurt)                  | 12:11      |

Datum: 5. März
fand in Burghaslach statt

### CrosslaufMittelstrecke –3,8 km, Mannschaftswertung
| Platz | Verein, Besetzung                                                     | Platzziffer |
| ----- | --------------------------------------------------------------------- | ----------- |
| 1     | SCC Berlin (Uwe König, Olaf Beyer, Jens Joppich)                      | 022         |
| 2     | LG Braunschweig (Thilo Krebs, Krause, Frank Mäusner)                  | 070         |
| 3     | ASC Darmstadt (Jörg Balle, Michael Heist, Jan Neiser)                 | 076         |
| 4     | LG Bonn/Troisdorf/Niederkassel (Ebner, Rieck, Möller)                 | 110         |
| 5     | USC Mainz (Klaus Brantsch, Becker, Probst)                            | 115         |
| 6     | Bayreuther Turnerschaft (Lindner, Peter Lerner, Hänsell)              | 117         |
| 7     | LAG Mittlere Isar (Marc Freihoff, Alexander Scheske, Stefan Schaeidt) | 132         |
| 8     | OSC Damme (Jörg Wieferig, Elmar Nyhuis, Clemens Sandscheper)          | 156         |

Datum: 5. März
fand in Burghaslach statt

### CrosslaufLangstrecke –10,8 km
| Platz | Athlet, Verein                           | Zeit (min) |
| ----- | ---------------------------------------- | ---------- |
| 1     | Stephan Freigang (LC Cottbus)            | 35:32      |
| 2     | Steffen Dittmann (TuS Solbad Ravensberg) | 35:44      |
| 3     | Martin Bremer (LG Bayer Leverkusen)      | 35:54      |
| 4     | Heinz-Bernd Bürger (LG Bayer Leverkusen) | 36:05      |
| 5     | Konrad Dobler (SVO Germaringen)          | 36:07      |
| 6     | Detlef Schwarz (TSG Bergedorf)           | 36:10      |
| 7     | Carsten Arndt (SSC Hanau-Rodenbach)      | 36:17      |
| 8     | Axel Krippschock (LG Staufen)            | 36:22      |

Datum: 5. März
fand in Burghaslach statt

### CrosslaufLangstrecke –10,8 km, Mannschaftswertung
| Platz | Verein, Besetzung                                                         | Platzziffer |
| ----- | ------------------------------------------------------------------------- | ----------- |
| 1     | LG Bayer Leverkusen (Martin Bremer, Heinz-Bernd Bürger, Ralf Dahmen)      | 047         |
| 2     | SVO Germaringen (Konrad Dobler, Martin Sambale, Philipp Kehl)             | 068         |
| 3     | LAC Quelle Fürth/München (Eike Loch, Hans Forster, Klaus-Peter Nabein)    | 077         |
| 4     | TV Waldstraße Wiesbaden (Stefan Wohllebe, Dieter Ranftl, Gernot Dern)     | 084         |
| 5     | SCC Berlin (Peter Könnicke, Burkhard Frisch, Stephen Matthes)             | 085         |
| 6     | OSC Berlin (Ingo Sensburg, Holger Munkelt, Martin Mielich)                | 094         |
| 7     | SV Saar 05 Saarbrücken (Markus Neukirch, Markus Hilt, Alfred Knickenberg) | 106         |
| 8     | TSG Bergedorf (Detlef Schwarz, Steffen Benecke, Andreas Hünerberg)        | 123         |

Datum: 5. März
fand in Burghaslach statt

### Berglauf
| Platz | Athlet, Verein                            | Zeit (min) |
| ----- | ----------------------------------------- | ---------- |
| 1     | Dr. Michael Scheytt (VfL Sindelfingen)    | 34:32      |
| 2     | Jörg Leipner (LG Frankfurt)               | 34:44      |
| 3     | Stefan Wohllebe (TV Waldstraße Wiesbaden) | 34:45      |
| 4     | Dirk Debertin (LC Breisgau)               | 35:27      |
| 5     | Martin Sambale (SVO Germaringen)          | 35:31      |
| 6     | Josef Stangl (FTSV 1922 Straubing)        | 35:38      |
| 7     | Charly Doll (LC Breisgau)                 | 35:41      |
| 8     | Dieter Ranftl (TV Waldstraße Wiesbaden)   | 35:53      |

Datum: 6. August
fand in Freiburg im Breisgau im Rahmen des Schauinsland-Berglaufs statt

### Berglauf, Mannschaftswertung
| Platz | Verein, Besetzung                                                            | Zeit (h) |
| ----- | ---------------------------------------------------------------------------- | -------- |
| 1     | LC Breisgau (Dirk Debertin, Charly Doll, Peter Fröhlich)                     | 1:47:08  |
| 2     | LG Frankfurt (Jörg Leipner, Wolfgang Münzel, Jan-Henning Schoch)             | 1:48:54  |
| 3     | LG Regensburg (Helmut Strobl, Manfred Dusold, Josef Oefele)                  | 1:49:28  |
| 4     | SVO Germaringen (Martin Sambale, Reinhard Mayer, Philipp Kehl)               | 1:51:59  |
| 5     | SG Adelsberg (Heiko Schinkitz, Andre Singer, Koritz)                         | 1:52:27  |
| 6     | LAC Quelle Fürth/München (Laub, Theo Kiefner, Werner)                        | 1:52:29  |
| 7     | TV Waldstraße Wiesbaden (Stefan Wohllebe, Dieter Ranftl, Harald Gall)        | 1:52:56  |
| 8     | FTSV 1922 Straubing (Josef Stangl, Hermann Schwürzinger, Werner Hetzenecker) | 1:53:13  |

Datum: 6. August
fand in Freiburg im Breisgau im Rahmen des Schauinsland-Berglaufs statt

## Meisterschaftsresultate Frauen

### 100 m
| Platz | Athletin, Verein                             | Zeit (s) |
| ----- | -------------------------------------------- | -------- |
| 1     | Melanie Paschke (LG Braunschweig)            | 11,20    |
| 2     | Bettina Zipp (TV Schriesheim)                | 11,45    |
| 3     | Andrea Philipp (Schweriner SC)               | 11,58    |
| 4     | Silke Lichtenhagen (LG Bayer Leverkusen)     | 11,59    |
| 5     | Gabriele Becker (LAZ Bruchköbel)             | 11,72    |
| 6     | Christina Hormann (LG Wipperfürth)           | 11,74    |
| 7     | Tina Schönmetzler (LAC Quelle Fürth/München) | 11,82    |
| 8     | Claudia Volk (SG Ludwigsburg)                | 11,82    |

Datum: 1. Juli
Wind:  −0,1 m/s

### 200 m
| Platz | Athletin, Verein                         | Zeit (s) |
| ----- | ---------------------------------------- | -------- |
| 1     | Melanie Paschke (LG Braunschweig)        | 22,45    |
| 2     | Silke-Beate Knoll (LG Olympia Dortmund)  | 22,55    |
| 3     | Silke Lichtenhagen (LG Bayer Leverkusen) | 22,73    |
| 4     | Bettina Zipp (TV Schriesheim)            | 23,21    |
| 5     | Angelika Haggenmüller (MTV Ingolstadt)   | 23,29    |
| 6     | Birgit Rockmeier (LAG Mittlere Isar)     | 23,49    |
| 7     | Andrea Philipp (Schweriner SC)           | 23,56    |
| 8     | Christina Hormann (LG Wipperfürth)       | 23,63    |

Datum: 3. Juli
Wind: +1,4 m/s

### 400 m
| Platz | Athletin, Verein                          | Zeit (s) |
| ----- | ----------------------------------------- | -------- |
| 1     | Anja Rücker (TuS Jena)                    | 52,05    |
| 2     | Karin Janke (VfL Wolfsburg)               | 52,33    |
| 3     | Jana Schönenberger (OSC Berlin)           | 52,42    |
| 4     | Uta Rohländer (USV Halle)                 | 52,44    |
| 5     | Linda Kisabaka (LG Bayer Leverkusen)      | 52,95    |
| 6     | Ina Cordes (LAV Bayer Uerdingen/Dormagen) | 53,49    |
| 7     | Silvia Steimle (LG Olympia Dortmund)      | 52,65    |
| 8     | Ruth Scheppan (LG Bayer Leverkusen)       | 54,00    |

Datum: 2. Juli

### 800 m
| Platz | Athletin, Verein                      | Zeit (min) |
| ----- | ------------------------------------- | ---------- |
| 1     | Christine Wachtel (SC Neubrandenburg) | 2:02,70    |
| 2     | Kati Kovacs (SCC Berlin)              | 2:02,89    |
| 3     | Simone Weidner (OSC Berlin)           | 2:03,71    |
| 4     | Anne Bruns (LAV Meppen)               | 2:03,85    |
| 5     | Ellen Kießling (ASV Köln)             | 2:05,58    |
| 6     | Gabi Kühn (SC Baden-Baden)            | 2:05,70    |
| 7     | Peggy Müller (SV Preußen Berlin)      | 2:06,74    |
| 8     | Heike Huneke (LG Braunschweig)        | 2:08,78    |

Datum: 3. Juli

### 1500 m
| Platz | Athletin, Verein                           | Zeit (min) |
| ----- | ------------------------------------------ | ---------- |
| 1     | Ellen Kießling (ASV Köln)                  | 4:15,26    |
| 2     | Antje Beggerow (SC Empor Rostock)          | 4:16,02    |
| 3     | Carmen Wüstenhagen (SCC Berlin)            | 4:18,08    |
| 4     | Petra Wassiluk (ASC Darmstadt)             | 4:18,08    |
| 5     | Andrea Karhoff (ASV Köln)                  | 4:19,38    |
| 6     | Sabine Leist (LAC Quelle Fürth/München)    | 4:19,74    |
| 7     | Christine Stief (LAC Quelle Fürth/München) | 4:20,09    |
| 8     | Kirsten Birmelin (TV Herxheim)             | 4:23,40    |

Datum: 2. Juli

### 3000 m
| Platz | Athletin, Verein                                       | Zeit (min) |
| ----- | ------------------------------------------------------ | ---------- |
| 1     | Andrea Karhoff (ASV Köln)                              | 9:10,42    |
| 2     | Claudia Lokar, geb. Borgschulze (LG Olympia Dortmund)  | 9:11,73    |
| 3     | Claudia Metzner (LG Sauerland)                         | 9:13,11    |
| 4     | Claudia Dreher (LG Olympia Dortmund)                   | 9:14,14    |
| 5     | Dörte Köster (SC Empor Rostock)                        | 9:17,84    |
| 6     | Petra Maak, geb. Sander (LAV Bayer Uerdingen/Dormagen) | 9:29,02    |
| 7     | Friedrike Schmidt (Dresdner SC)                        | 9:29,03    |
| 8     | Claudia Lenz (TV Konstanz)                             | 9:30,00    |

Datum: 1. Juli

### 10.000 m
| Platz | Athletin, Verein                               | Zeit (min) |
| ----- | ---------------------------------------------- | ---------- |
| 1     | Kathrin Weßel, geb. Ullrich (OSC Berlin)       | 32:44,11   |
| 2     | Katrin Dörre-Heinig (LAC Quelle Fürth/München) | 33:16,39   |
| 3     | Claudia Dreher (LG Olympia Dortmund)           | 33:43,85   |
| 4     | Monika Schäfer (LAC Quelle Fürth/München)      | 33:44,40   |
| 5     | Elisabeth Hanner (Moerser TV)                  | 33:53,36   |
| 6     | Sonja Krolik (LG Bayer Leverkusen)             | 34:13,39   |
| 7     | Friederike Schmidt (Dresdner SC)               | 34:17,19   |
| 8     | Sylvia Renz (SCC Berlin)                       | 34:20,38   |

Datum: 14. Mai
fand in Kappelrodeck statt

### Halbmarathon
| Platz | Athletin, Verein                                       | Zeit (h) |
| ----- | ------------------------------------------------------ | -------- |
| 1     | Monika Schäfer (LAC Quelle Fürth/München)              | 1:14:00  |
| 2     | Doris Grossert (LG Braunschweig)                       | 1:14:39  |
| 3     | Romy Lindner (SV Blau-Weiß Auerbach)                   | 1:15:25  |
| 4     | Andrea Fleischer (LAC Quelle Fürth/München)            | 1:15:35  |
| 5     | Tanja Kalinowski (LG Bayer Leverkusen)                 | 1:15:39  |
| 6     | Veronika Manz (SG Ludwigsburg)                         | 1:15:42  |
| 7     | Ursula Starke (VfL Wolfsburg)                          | 1:16:57  |
| 8     | Petra Maak, geb. Sander (LAV Bayer Uerdingen/Dormagen) | 1:17:39  |

Datum: 10. April
fand in Melle statt

### Halbmarathon, Mannschaftswertung
| Platz | Verein, Besetzung                                                                       | Zeit (h) |
| ----- | --------------------------------------------------------------------------------------- | -------- |
| 1     | LAC Quelle Fürth/München (Monika Schäfer, Andrea Fleischer, Johanna Baumgartner)        | 3:48:07  |
| 2     | LG Braunschweig (Doris Grossert, Martina Lehmann, Katrin Bröger)                        | 3:57:02  |
| 3     | ASC Darmstadt (Ursula Wolf, Corinna Rusch, E. Heinrich)                                 | 3:58:54  |
| 4     | LG Bremen Nord (Petra Liebertz, Rebecka Weise-Jung, Schmidt)                            | 4:04:07  |
| 5     | LAV Husum (Sabine Kauf, Dagmar Knudsen, Ursel Hintz)                                    | 4:09:31  |
| 6     | TSV Weeze (Melle van Dongen, Ayla Tosun, Annette Neinhüs-Janssen)                       | 4:14:20  |
| 7     | LAV Bayer Uerdingen/Dormagen (Petra Maak – geb. Sander, Sigrid Altmeyer, Elke Hoffmann) | 4:16:10  |
| 8     | TuS Sythen (Elisabeth Spittank, Ria Bredeck, Andrea Unrath)                             | 4:19:31  |

Datum: 10. April
fand in Melle statt

### Marathon
| Platz | Athletin, Verein                          | Zeit (h) |
| ----- | ----------------------------------------- | -------- |
| 1     | Kathrin Weßel, geb. Ullrich (OSC Berlin)  | 2:36:29  |
| 2     | Romy Lindner (SV Blau-Weiß Auerbach)      | 2:38:48  |
| 3     | Manuela Veith (ABC Ludwigshafen)          | 2:41:24  |
| 4     | Bernadette Hudy (LLC Marathon Regensburg) | 2:42:58  |
| 5     | Sonja Ambrosy (LC Breisgau)               | 2:44:54  |
| 6     | Dagmar Knudsen (LAV Husum)                | 2:45:11  |
| 7     | Petra Liebertz (LG Bremen Nord)           | 2:45:52  |
| 8     | Ute Bergeest (Harburger TB 1865)          | 2:48:16  |

Datum: 23. Oktober
im Rahmen des Frankfurt-Marathons statt

### Marathon, Mannschaftswertung
| Platz | Verein, Besetzung                                                      | Zeit (h) |
| ----- | ---------------------------------------------------------------------- | -------- |
| 1     | LC Breisgau (Sonja Ambrosy, Karin Steiger, Monika Imgraben)            | 8:44:14  |
| 2     | LG Bremen Nord (Petra Liebertz, Rebecka Weise-Jung, Christine Fuchs)   | 8:50:03  |
| 3     | LG Regensburg (Katharina Kaufmann, Gabriele Wendl, Anita Höcherl)      | 8:59:31  |
| 4     | TV Kempten 1856 (Sabine Pohl, Sophie Berkmiller, Marie Siman)          | 9:02:44  |
| 5     | DLC Aachen (Gabriele Reiners, Antje Küpper, Birgit Kieven)             | 9:04:50  |
| 6     | LSF Münster (Ute Eckenbach, Brigitte Ziegler, Renata Müller)           | 9:08:47  |
| 7     | LAV Husum (Dagmar Knudsen, Sabine Kauf, Ursula Schiweck)               | 9:20:51  |
| 8     | TV Waldstraße Wiesbaden (Linda Engelhardt, Annette Knaus, Gisela Bley) | 9:24:44  |

Datum: 23. Oktober
im Rahmen des Frankfurt-Marathons statt

### 100-km-Straßenlauf
| Platz | Athletin, Verein                             | Zeit (h) |
| ----- | -------------------------------------------- | -------- |
| 1     | Birgit Lennartz-Lohrengel (LLG St. Augustin) | 7:38:14  |
| 2     | Jutta Philippin (SpVgg Renningen)            | 7:53:22  |
| 3     | Anke Drescher (Karlsruher SC)                | 8:02:07  |
| 4     | Sybille Möllensiep (SuS Schalke 96)          | 8:29:31  |
| 5     | Ulrike Steeger (LLG St. Augustin)            | 8:32:37  |
| 6     | Ursula Schiweck (LAV Husum)                  | 8:36:00  |
| 7     | Elisabeth Lehnert (USC Bochum)               | 8:36:18  |
| 8     | Antje Küpper (DLC Aachen)                    | 8:37:28  |

Datum: 24. September
fand in Neuwittenbek bei Kiel statt

### 100-km-Straßenlauf, Mannschaftswertung –inoffiziell
| Platz | Verein, Besetzung                                                     | Zeit (h) |
| ----- | --------------------------------------------------------------------- | -------- |
| 1     | DLC Aachen (Antje Küpper, Birgit Kieven, Simone Spellerberg-Rogowski) | 27:20:22 |

Datum: 24. September
fand in Neuwittenbek bei Kiel statt
inoffiziell, da nur eine Mannschaft in der Wertung

### 100 m Hürden
| Platz | Athletin, Verein                           | Zeit (s) |
| ----- | ------------------------------------------ | -------- |
| 1     | Kristin Patzwahl (LAC Halensee Berlin)     | 13,12    |
| 2     | Sabine Braun (TV Wattenscheid 01)          | 13,31    |
| 3     | Heike Tillack (TSV Kirchhain)              | 13,36    |
| 4     | Katrin Blankenburg (LG Wipperfürth)        | 13,46    |
| 5     | Regina Ahlke (LC Paderborn)                | 13,64    |
| 6     | Heike Blassneck (LAC Quelle Fürth/München) | 13,83    |
| 7     | Claudia Felser (LG Olympia Dortmund)       | 14,04    |
| DNF   | Caren Jung (MTG Mannheim)                  |          |

Datum: 2. Juli
Wind: +0,4 m/s

### 400 m Hürden
| Platz | Athletin, Verein                           | Zeit        |
| ----- | ------------------------------------------ | ----------- |
| 1     | Heike Meißner (Dresdner SC)                | 0054,52 s00 |
| 2     | Silvia Rieger (TuS Eintracht Hinte)        | 0055,07 s00 |
| 3     | Gesine Schmidt (ATS Cuxhaven)              | 0055,76 s00 |
| 4     | Daniela Graiani (LAC Quelle Fürth/München) | 0057,73 s00 |
| 5     | Birgit Wolf (VfL Sindelfingen)             | 0058,32 s00 |
| 6     | Sabine Gründel (LAC Chemnitz)              | 0059,28 s00 |
| 7     | Ulrike Ahlborn (TSG Bergedorf)             | 1:01,85 min |
| 8     | Karina Weiß (Berliner SC)                  | 1:02,68 min |

Datum: 3. Juli

### 4 × 100 m Staffel
| Platz | Verein, Besetzung                                                                                     | Zeit (s) |
| ----- | --- | -------- |
| 1     | LG Olympia Dortmund (Mirja Knuth, Heike Lüningschroer, Katja Seidel, Silke-Beate Knoll)               | 44,95    |
| 2     | LG Bayer Leverkusen (Anja Böhme, Silke Lichtenhagen, Sandra Görigk, Bettina Oberdorf)                 | 45,15    |
| 3     | LAC Quelle Fürth/München (Heike Blassneck, Monika Fehling, Christina Schönmetzler, Christina Gruhler) | 45,15    |
| 4     | LC Balsam Bielefeld (Heike Brocks, Angelina Treuse, Andrea Nieder, Karin Böhme)                       | 45,36    |
| 5     | TK Hannover (Elisabeth-Ch. Röhrig, Katrin Bartschat, Ute Klocke, Andrea Scheibe)                      | 46,16    |
| 6     | VfL Wolfsburg (Krause, Karin Janke, Possienke, Leinemann)                                             | 46,32    |
| 7     | Eintracht Frankfurt (Roos, Imken Lehmann, Sandra Löffler, Amona Schneeweis)                           | 46,35    |
| 8     | TV Schriesheim (Andrea Händel, Stefanie Vögeli, Doreen Fahrendorff, Bettina Zipp)                     | 46,42    |

Datum: 2. Juli

### 4 × 400 m Staffel
| Platz | Verein, Besetzung                                                                             | Zeit (min) |
| ----- | --------------------------------------------------------------------------------------------- | ---------- |
| 1     | LG Olympia Dortmund (Andrea Bornscheuer, Sandra Kuschmann, Silvia Steimle, Silke-Beate Knoll) | 3:33,63    |
| 2     | LG Bayer Leverkusen (Carolin Broich, Bettina Oberdorf, Ruth Scheppan, Linda Kisabaka)         | 3:34,80    |
| 3     | Berliner SC (Claudia Diefenbach, Nadja Hack, Martina Hauke, Anja Schmitz)                     | 3:39,00    |
| 4     | LG Offenburg (Bettina Kersten, Christine Wahl, Golzsch, Simone Geist)                         | 3:45,08    |
| 5     | LAV Bayer Uerdingen/Dormagen (Elke Windolph, Ina Cordes, Andrea Granderath, Clement)          | 3:47,75    |
| 6     | LAC Quelle Fürth/München (Monika Scholz, Monika Fehling, Elke Dietel, Daniela Graiani)        | 3:50,53    |
| 7     | LG Frankfurt (Bettina Busch, Schmitt, Uta Eckhardt, Pia Weitzel)                              | 3:53,58    |

Datum: 3. Juli

### 3 × 800 m Staffel
| Platz | Verein, Besetzung                                                                     | Zeit (min) |
| ----- | ------------------------------------------------------------------------------------- | ---------- |
| 1     | ASV Köln (Karen Schiefer, Andrea Karhoff, Ellen Kießling)                             | 6:26,27    |
| 2     | LAC Quelle Fürth/München (Christine Stief, Kristina da Fonseca-Wollheim, Elke Dietel) | 6:28,39    |
| 3     | TV Herxheim (K. Hoffmann, Kirsten Birmelin, M. Schultheiß)                            | 6:31,47    |
| 4     | LG Braunschweig (Claudia Pesarra, Katrin Bröger, Heike Huneke)                        | 6:35,05    |
| 5     | LG Frankfurt (Stephanie Müller, Uta Eckhardt, Bettina Busch)                          | 6:41,82    |
| 6     | LG Hammer Park Hamburg (Schwaiger, Kristina Heike Terheiden, Heike Frantz)            | 6:42,93    |
| 7     | Eintracht Frankfurt (Welt, Gabriele Huber, Steffi Kallensee)                          | 6:46,67    |
| 8     | BV Teutonia Lanstrop (Busse, Kallerhoff, Bonnet)                                      | 6:53,43    |

Datum: 31. Juli
fand in Ulm im Rahmen der Deutschen Jugendmeisterschaften statt

### 5000-m-Bahngehen
| Platz | Athletin, Verein                                 | Zeit (min) |
| ----- | ------------------------------------------------ | ---------- |
| 1     | Beate Gummelt, geb. Anders (LAC Halensee Berlin) | 21:19,00   |
| 2     | Kathrin Boyde (LC Breisgau)                      | 22:23,06   |
| 3     | Doreen Sellenriek (Berliner SC)                  | 22:27,31   |
| 4     | Ruta Schwoche (VfV Hildesheim)                   | 22:52,81   |
| 5     | Sandy Leddin (TSV Erfurt)                        | 23:06,05   |
| 6     | Uta Klaedtke (LC Breisgau)                       | 24:07,54   |
| 7     | Brigitte Buck (SG Ulm)                           | 24:12,43   |
| 8     | Annett Amberg (Motor Gohlis-Nord)                | 24:37,78   |

Datum: 2. Juli

### 10 km Gehen
| Platz | Athletin, Verein                                 | Zeit (min) |
| ----- | ------------------------------------------------ | ---------- |
| 1     | Beate Gummelt, geb. Anders (LAC Halensee Berlin) | 43:58      |
| 2     | Kathrin Boyde (LC Breisgau)                      | 45:13      |
| 3     | Simone Thust (LAC Halensee Berlin)               | 45:56      |
| 4     | Ute Vollmann (SC DHfK Leipzig)                   | 47:45      |
| 5     | Doreen Sellenriek (Berliner SC)                  | 47:50      |
| 6     | Sandra Priemer (LAC Halensee Berlin)             | 49:47      |
| 7     | Bngitte Buck (SG Ulm)                            | 50:47      |
| 8     | Annett Amberg (Motor Gohlis-Nord)                | 51:21      |

Datum: 1. Mai
fand in Offenburg statt

### 10 km Gehen, Mannschaftswertung –inoffiziell
| Platz | Verein, Besetzung                                                               | Zeit (h) |
| ----- | ------------------------------------------------------------------------------- | -------- |
| 1     | LAC Halensee Berlin (Beate Gummelt – geb. Anders, Simone Thust, Sandra Priemer) | 2:19:41  |

Datum: 1. Mai
fand in Offenburg statt
inoffiziell, da nur eine Mannschaft in der Wertung

### Hochsprung
| Platz | Athletin, Verein                                     | Höhe (m) |
| ----- | ---------------------------------------------------- | -------- |
| 1     | Heike Balck (Schweriner SC)                          | 1,90     |
| 2     | Marion Hellmann, geb. Goldkamp (LG Bayer Leverkusen) | 1,88     |
| 3     | Manuela Aigner (AOK Leipzig)                         | 1,86     |
| 3     | Mila Froberg (LG Bayer Leverkusen)                   | 1,86     |
| 5     | Heike Henkel, geb. Redetzky (LG Bayer Leverkusen)    | 1,86     |
| 6     | Kerstin Schlawitz (Dresdner SC)                      | 1,83     |
| 7     | Wiebke Schwart (SC Empor Rostock)                    | 1,80     |
| 8     | Birgit Kähler (LAV Bayer Uerdingen/Dormagen)         | 1,77     |
| 8     | Christiane Meyer (LG Schaumburg)                     | 1,77     |

Datum: 2. Juli

### Stabhochsprung
| Platz | Athletin, Verein                   | Höhe (m) |
| ----- | ---------------------------------- | -------- |
| 1     | Andrea Müller (VT Zweibrücken)     | 3,95     |
| 2     | Christine Adams (SuS Dinslaken)    | 3,90     |
| 3     | Nicole Rieger (ASV Landau)         | 3,75     |
| 4     | Janet Zach (LC Cottbus)            | 3,75     |
| 5     | Anastasija Ryzih (LAZ Zweibrücken) | 3,65     |
| 6     | Daniela Köpernick (LG Potsdam)     | 3,55     |
| 7     | Ulrike Singer (LG Staufen)         | 3,45     |
| 8     | Anja Bräuner (AMTV Hamburg)        | 3,05     |
| 8     | Anja Schepp (MTV Ingolstadt)       | 3,05     |

Datum: 3. Juli

### Weitsprung
| Platz | Athletin, Verein                        | Weite (m) |
| ----- | --------------------------------------- | --------- |
| 1     | Heike Drechsler, geb. Daute (TuS Jena)  | 7,13      |
| 2     | Sabine Braun (TV Wattenscheid 01)       | 6,67      |
| 3     | Helga Radtke (SC Empor Rostock)         | 6,60      |
| 4     | Claudia Gerhardt (LAZ bellanett Rhede)  | 6,45      |
| 5     | Michaela Frank (LG Bayer Leverkusen)    | 6,33      |
| 6     | Daniela Kirsch (SV Saar 05 Saarbrücken) | 6,25      |
| 7     | Katrin Bartschat (TK Hannover)          | 6,22      |
| 8     | Ulrike Kubla (USC Mainz)                | 6,18      |

Datum: 2. Juli

### Dreisprung
| Platz | Athletin, Verein                          | Weite (m) |
| ----- | ----------------------------------------- | --------- |
| 1     | Helga Radtke (SC Empor Rostock)           | 14,46 DR  |
| 2     | Petra Laux (LG Bayer Leverkusen)          | 14,10000  |
| 3     | Ramona Molzan (OSC Berlin)                | 13,92000  |
| 4     | Angela Barylla (TV Wattenscheid 01)       | 13,67000  |
| 5     | Tanja Borrmann (LG Bayer Leverkusen)      | 13,42000  |
| 6     | Kathrin Feuerbach (LG Göttingen)          | 13,20000  |
| 7     | Natascha Schmidt (SVG GW Bad Gandersheim) | 12,91000  |
| 8     | Silke Harms (TK Hannover)                 | 12,78000  |

Datum: 3. Juli
Helga Radtke erzielte mit ihren 14,46 m einen neuen deutschen Rekord, der bis zum 13. Juni 2011 Bestand hatte.

### Kugelstoßen
| Platz | Athletin, Verein                       | Weite (m) |
| ----- | -------------------------------------- | --------- |
| 1     | Stephanie Storp (VfL Wolfsburg)        | 19,79     |
| 2     | Grit Hammer (LAC Quelle Fürth/München) | 19,38     |
| 3     | Astrid Kumbernuss (SC Neubrandenburg)  | 19,28     |
| 4     | Kathrin Neimke (SC Magdeburg)          | 18,83     |
| 5     | Ines Wittich (TV Wattenscheid 01)      | 18,03     |
| 6     | Heike Hopfer (Berliner SC)             | 17,45     |
| 7     | Nadine Kleinert (SC Magdeburg)         | 17,44     |
| 8     | Claudia Mues (LG München)              | 17,11     |

Datum: 3. Juli

### Diskuswurf
| Platz | Athletin, Verein                    | Weite (m) |
| ----- | ----------------------------------- | --------- |
| 1     | Ilke Wyludda (SV Halle)             | 63,76     |
| 2     | Franka Dietzsch (SC Neubrandenburg) | 61,60     |
| 3     | Jana Lauren (Berliner TSC)          | 59,54     |
| 4     | Anja Gündler (OSC Berlin)           | 59,52     |
| 5     | Simone Schmitt (SG Ludwigsburg)     | 55,24     |
| 6     | Ursula Kreutel (LG Stuttgart)       | 55,22     |
| 7     | Heike Hopfer (Berliner SC)          | 52,26     |
| 8     | Katrin Koch (LG Stuttgart)          | 52,24     |

Datum: 2. Juli

### Hammerwurf
| Platz | Athletin, Verein                         | Weite (m) |
| ----- | ---------------------------------------- | --------- |
| 1     | Simone Mathes (LAC Quelle Fürth/München) | 58,34     |
| 2     | Kirsten Münchow (LG Porta Westfalica)    | 55,86     |
| 3     | Inga Beyer (SV Holtland)                 | 54,24     |
| 4     | Tina Schäfer (MTG Mannheim)              | 52,78     |
| 5     | Bettina Gabler (LG München)              | 52,50     |
| 6     | Angelika Lindemann (LG Frankfurt)        | 52,42     |
| 7     | Andrea Bunjes (SV Holtland)              | 51,32     |
| 8     | Margot Kruber (LAZ Zweibrücken)          | 50,74     |

Datum: 2. Juli

### Speerwurf
| Platz | Athletin, Verein                          | Weite (m) |
| ----- | ----------------------------------------- | --------- |
| 1     | Karen Forkel (SV Halle)                   | 67,72     |
| 2     | Tanja Damaske (OSC Berlin)                | 64,24     |
| 3     | Silke Gast (LAC Quelle Fürth/München)     | 59,08     |
| 4     | Manuela Alizadeh (LAV Tübingen)           | 58,38     |
| 5     | Juliane Hoffmann (LC Cottbus)             | 57,52     |
| 6     | Susanne Riewe (SC Empor Rostock)          | 57,32     |
| 7     | Yvonne Reichardt (SV Saar 05 Saarbrücken) | 56,74     |
| 8     | Dörthe Barby (Berliner SC)                | 56,20     |

Datum: 3. Juli

### Siebenkampf
| Platz | Athletin, Verein                          | Leistung (Pkte) |
| ----- | ----------------------------------------- | --------------- |
| 1     | Birgit Clarius (LAC Quelle Fürth/München) | 6109            |
| 2     | Mona Steigauf (USC Mainz)                 | 6099            |
| 3     | Gesine Schmidt (ATS Cuxhaven)             | 5614            |
| 4     | Sabine Smieja (LG Regensburg)             | 5508            |
| 5     | Birgit Bauer (MTG Mannheim)               | 5493            |
| 6     | Andrea Schmidt (SG Ulm)                   | 5319            |
| 7     | Heike Wiegmann-Bartschat (LG Göttingen)   | 5272            |
| 8     | Kathrin Feuerbach (LG Braunschweig)       | 5242            |

Datum: 2./3. September
fand in Vaterstetten statt

### Siebenkampf, Mannschaftswertung
| Platz | Verein, Besetzung                                                          | Leistung (Pkte) |
| ----- | -------------------------------------------------------------------------- | --------------- |
| 1     | LAC Quelle Fürth/München (Birgit Clarius, Heike Blassneck, Sabine Schwarz) | 16.430          |
| 2     | USC Mainz (Mona Steigauf, Ulrike Holzner, Ulrike Karst)                    | 16.306          |
| 3     | LG Sempt (Katrein Schröder, Bayer, Christine Huber)                        | 15.586          |
| 4     | LAV Bayer Uerdingen/Dormagen (Parpart, Andrea Granderath, Burghardt)       | 15.040          |
| 5     | TSG Gießen-Wieseck (Uta Heuser, Höhn, Dianna Quapil)                       | 13.615          |

Datum: 2./3. September
fand in Vaterstetten statt
nur 5 Mannschaften in der Wertun

### CrosslaufMittelstrecke –3,8 km
| Platz | Athletin, Verein                      | Zeit (min) |
| ----- | ------------------------------------- | ---------- |
| 1     | Christina Mai (LG Olympia Dortmund)   | 13:52      |
| 2     | Doris Grossert (LG Braunschweig)      | 13:59      |
| 3     | Annette Hüls (LG Bayer Leverkusen)    | 14:01      |
| 4     | Ute Haak (LAC Quelle Fürth/München)   | 14:10      |
| 5     | Martina Lehmann (LG Braunschweig)     | 14:18      |
| 6     | Claudia Lenz (TV Konstanz)            | 14:23      |
| 7     | Katja Steinmetz (TV Mannheim-Rheinau) | 14:30      |
| 8     | Katrin Bröger (LG Braunschweig)       | 14:34      |

Datum: 5. März
fand in Burghaslach statt

### CrosslaufMittelstrecke –3,8 km, Mannschaftswertung
| Platz | Verein, Besetzung                                                                | Platzziffer |
| ----- | -------------------------------------------------------------------------------- | ----------- |
| 1     | LG Braunschweig (Doris Grossert, Martina Lehmann, Katrin Bröger)                 | 15          |
| 2     | LAC Quelle Fürth/München (Ute Haak, Sabine Leist, Vera Michallek – geb. Steiert) | 27          |
| 3     | LG Bayer Leverkusen (Annette Hüls, Susanne Hüls, Nicole Theophil)                | 32          |
| 4     | TSV Burghaslach (Nicola Reiser, Daniela Glotz, Dagmar Weinländer)                | 63          |
| 5     | LG München (Grazyna Dukala, Petra Pansegrau, Gabriele Pansegrau)                 | 64          |
| 6     | DJK BSC Mainz (Gaby Kuhlmann, Kerstin Bensow, Julia Stein)                       | 76          |

Datum: 5. März
fand in Burghaslach statt
nur 6 Teams in der Wertung

### CrosslaufLangstrecke –7,3 km
| Platz | Athletin, Verein                                       | Zeit (min) |
| ----- | ------------------------------------------------------ | ---------- |
| 1     | Claudia Lokar, geb. Borgschulze (LG Olympia Dortmund)  | 26:51      |
| 2     | Claudia Dreher (LG Olympia Dortmund)                   | 27:29      |
| 3     | Tanja Kalinowski (LG Bayer Leverkusen)                 | 28:15      |
| 4     | Petra Maak, geb. Sander (LAV Bayer Uerdingen/Dormagen) | 28:24      |
| 5     | Birgit Jerschabek (ABC Ludwigshafen)                   | 28:35      |
| 6     | Romy Lindner (SV Blau-Weiß Auerbach)                   | 28:50      |
| 7     | Silke Welt (Eintracht Frankfurt)                       | 29:10      |
| 8     | Johanna Baumgartner (LAC Quelle Fürth/München)         | 29:14      |

Datum: 5. März
fand in Burghaslach statt

### CrosslaufLangstrecke –7,3 km, Mannschaftswertung
| Platz | Verein, Besetzung                                                                            | Platzziffer |
| ----- | -------------------------------------------------------------------------------------------- | ----------- |
| 1     | LG Olympia Dortmund (Claudia Lokar – geb. Borgschulze, Claudia Dreher, Antje Pohlmann)       | 013         |
| 2     | Eintracht Frankfurt (Silke Welt, Gabriele Huber, Möller)                                     | 044         |
| 3     | LAC Quelle Fürth/München (Johanna Baumgartner, Gabriele Almannstötter, Klothilde Staab)      | 049         |
| 4     | LG Regensburg (Katharina Kaufmann, Gerlinde Stoiber, Gabi Wendl)                             | 060         |
| 5     | LAV Bayer Uerdingen/Dormagen (Petra Maak – geb. Sander, Angelika Olschowski, Antje Hoffmann) | 060         |
| 6     | LAG Mittlere Isar (Zeeb, Haas, Gerlinde Penningsfeld)                                        | 083         |
| 7     | DJK BSC Mainz (Kerstin Bensow, Gaby Kuhlmann, Julia Stein)                                   | 104         |

Datum: 5. März
fand in Burghaslach statt
nur 7 Teams in der Wertung

### Berglauf
| Platz | Athletin, Verein                                       | Zeit (min) |
| ----- | ------------------------------------------------------ | ---------- |
| 1     | Romy Lindner (SV Blau-Weiß Auerbach)                   | 41:17      |
| 2     | Sonja Ambrosy (LC Breisgau)                            | 41:41      |
| 3     | Ute Haarmann (LG Wipperfürth)                          | 42:19      |
| 4     | Barbara Guerike (LC Breisgau)                          | 42:26      |
| 5     | Birgit Lennartz (LLG St. Augustin)                     | 43:09      |
| 6     | Britta Müller (VfL Freudenstadt)                       | 43:23      |
| 7     | Johanna Baumgartner (LAC Quelle Fürth/München)         | 43:44      |
| 8     | Petra Maak, geb. Sander (LAV Bayer Uerdingen/Dormagen) | 43:53      |

Datum: 6. August
fand in Freiburg im Breisgau im Rahmen des Schauinsland-Berglaufs statt

### Berglauf, Mannschaftswertung
| Platz | Verein, Besetzung                                                                 | Platzziffer |
| ----- | --------------------------------------------------------------------------------- | ----------- |
| 1     | LC Breisgau (Sonja Ambrosy, Barbara Guerike, Bettina Seith)                       | 2:08:16     |
| 2     | LAC Quelle Fürth/München (Johanna Baumgartner, Silke Hennersdorf, Ursula Schedel) | 2:24:13     |
| 3     | Turnerschaft Gundelfingen (Helga Matusza, Claudia Winski, Jäger)                  | 2:31:52     |
| 4     | SV Waldkirch (Martina Dahl, Monika Hug, Hermle)                                   | 2:34:57     |
| 5     | Freiburger FC (Doll, Fischer, Lacotas-Schmittel)                                  | 2:36:03     |
| 6     | LG Frankfurt (D. Meyer, P. Holly, Pollikeit)                                      | 2:38:46     |
| 7     | LT Furtwangen (Veronika Kuss, Elke Schlageter, Benzinski)                         | 2:42:31     |

Datum: 6. August
fand in Freiburg im Breisgau im Rahmen des Schauinsland-Berglaufs statt
nur 7 Mannschaften in der Wertung